# Trästena socken
Trästena socken i Västergötland ingick i Vadsbo härad, ingår sedan 1971 i Töreboda kommun och motsvarar från 2016 Trästena distrikt.
Socknens areal är 32,80 kvadratkilometer varav 28,02 land. År 2000 fanns här 213 invånare.  Sockenkyrkan Trästena kyrka ligger i socknen.

## Administrativ historik
Socknen har medeltida ursprung. Omkring 1545 införlivades Säckestads socken. 
Vid kommunreformen 1862 övergick socknens ansvar för de kyrkliga frågorna till Trästena församling och för de borgerliga frågorna bildades Trästena landskommun. Landskommunen uppgick 1952 i Moholms landskommun som 1971 uppgick i Töreboda kommun. Församlingen uppgick 2002 i Fägre församling.
1 januari 2016 inrättades distriktet Trästena, med samma omfattning som församlingen hade 1999/2000.  
Socknen har tillhört län, fögderier, tingslag och domsagor enligt vad som beskrivs i artikeln Vadsbo härad. De indelta soldaterna tillhörde Skaraborgs regemente, Södra Vadsbo kompani och Livregementets husarer, Vadsbo skvadron, Vadsbo kompani.

## Geografi
Trästena socken ligger sydväst om Töreboda med Ymsen i väster. Socknen är en odlad slättbygd med skogsmark i väster.

## Fornlämningar
Från järnåldern finns gravfält, stensättningar, domarringar och en fornborg.

## Namnet
Namnet skrevs 1386 Trästenom och kommer från kyrkbyn. Namnet innehåller thrästene, 'råmärke bestående av tre stenar'.